# Něnecký autonomní okruh
Něnecký autonomní okruh (rusky Не́нецкий автоно́мный о́круг, něnecky Ненёцие автономной ӈокрук) je administrativní částí Ruska (autonomní okruh) v rámci Archangelské oblasti a součást Severozápadního federálního okruhu. Leží na severním pobřeží evropské části Ruska. Na jihu sousedí s Komijskou republikou, na jihozápadě s Archangelskou oblastí a na východě s Jamalo-něneckým autonomním okruhem.

## Historie
Něnci začali osídlovat území nynějšího Něneckého autonomního okruhu pravděpodobně v 10.–11. století. Ruské kroniky zmiňují podřízenost Pečory a Jugry kyjevským knížatům a jejich povinnost odvádět jim daně. Skutečné upevnění vlády Novgorodu nad tímto územím nastalo v 13.–15. století. Po pádu Novgorodu 1478 přešla správa tohoto území pod Moskevské velkoknížectví. Povodí dolní Pečory a pobřeží Barentsova moře však osídlili nejen Rusové a Něnci, ale i Komijci. V 18. století byl osídlen i Kaninský poloostrov. Na přelomu 19. a 20. století se tato oblast stala součástí Archangelské gubernie.
15. července 1929 byl vyhlášen Něnecký národnostní okruh, jehož statut se v roce 1977 změnil na autonomní. V souladu s Ústavou Ruské federace se v roce 1993 Něnecký autonomní okruh stal plnoprávnou součástí Ruska.

## Oblastní symboly

### Vlajka
Vlajka Něneckého autonomního okruhu je tvořena listem, o poměru stran 2:3, se třemi vodorovnými pruhy: bílým, modrým a zeleným (v poměru šířek zřejmě 19:3:3). Z modrého do bílého pruhu vyrůstá (dle nevexilologického popisu vlajky v zákoně) tradiční ornament kultur „národů Severu" (o šířce 2/25 šířky listu), který se skládá z geometricky pravidelných figur v podobě modrých a bílých krokví, uspořádaných pod úhlem 90°. Každý z osmi elementů ornamentu se skládá z 25 (stejných) kosočtverců o ploše 1/2500 plochy listu.

## Geografie
Něnecký autonomní okruh se rozkládá těsně za severním polárním kruhem na pobřeží Barentsova moře. Dále jeho břehy omývá částečně i Bílé moře, Pečorské moře a Karské moře, jež jsou spolu s Barentsovým součástí Severního ledového oceánu. Součástí okruhu je mimo jiné i Kaninský poloostrov a ostrovy Kolgujev a Vajgač. Na jeho území ústí do moře i řeka Pečora, na jejímž břehu leží administrativní centrum okruhu – Narjan-Mar. Charakter krajiny je převážně rovinatý s velkým množstvím vodních ploch.

## Hospodářství
Nejvýznamnějším odvětvím hospodářství je těžba ropy, díky které dosahuje tento autonomní okruh velmi solidního hospodářského růstu.
U osady Indiga se v roce 2023 začne budovat velký námořní přístav, který bude napojen na Severní mořskou cestu a dokončen bude do roku 2028.

## Obyvatelstvo
Jedná se o velmi řídce osídlenou oblast s převahou městského obyvatelstva (více než 63 %). Níže uvedená data vycházejí z posledního sčítání lidu. Historický vývoj složení obyvatelstva:
|            | Sčítání 1939    | Sčítání 1959    | Sčítání 1970    | Sčítání 1979    | Sčítání 1989    | Sčítání 2002    |
| ---------- | --------------- | --------------- | --------------- | --------------- | --------------- | --------------- |
| Něnci      | 5 602 (11,8 %)  | 4 957 (10,9 %)  | 5 851 (15,0 %)  | 6 031 (12,8 %)  | 6 423 (11,9 %)  | 7 754 (18,7 %)  |
| Komijci    | 6 003 (12,6 %)  | 5 012 (11,0 %)  | 5 359 (13,7 %)  | 5 160 (10,9 %)  | 5 124 (9,5 %)   | 4 510 (10,9 %)  |
| Rusové     | 32 146 (67,5 %) | 31 312 (68,8 %) | 25 225 (64,5 %) | 31 067 (65,8 %) | 35 489 (65,8 %) | 25 942 (62,4 %) |
| Ukrajinci  | 1 402 (2,9 %)   | 2 068 (4,5 %)   | 1 224 (3,1 %)   | 2 596 (5,5 %)   | 3 728 (6,9 %)   | 1 312 (3,2 %)   |
| Bělorusové | 334 (0,7 %)     | 506 (1,1 %)     | 290 (0,7 %)     | 650 (1,4 %)     | 1051 (1,9 %)    | 426 (1,0 %)     |
| Ostatní    | 2 130 (4,5 %)   | 1 679 (3,7 %)   | 1 170 (3,0 %)   | 1 714 (3,6 %)   | 2 097 (3,9 %)   | 1 602 (3,9 %)   |

Pohyb obyvatelstva (2005)
- Narození: 607 (porodnost 14,5)
- Zemřelí: 513 (úmrtnost 12,2)

Dne 2. února 2022 spustila ruská vláda program Hektar v Arktidě, kdy nabízí svým občanům hektar půdy zdarma pro přesídlení, rozvoj ekoturistiky, zemědělství apod. Pozemek je nabízen na pět let bez placení, následně si jej budou ruští občané moci koupit, pronajmout a nebo vrátit. Rusko si od toho slibuje příliv nových lidí do arktických oblastí. Jednou z určených oblastí je právě Něnecký autonomní okruh.